# Abdullah Al-Deayea
Abdullah Jamal Al-Deayea (sinh năm 1961 tại Ha'il) là một cựu thủ môn bóng đá chuyên nghiệp người Ả Rập Xê Út. Anh là anh trai của cựu thủ môn Mohamed Al-Deayea. Mohamed khởi đầu là một cầu thủ bóng ném và đã chuyển sang thi đấu bóng đá từ năm 15 tuổi theo lời khuyên của Abdullah.

## Danh hiệu
Ả Rập Xê Út
- Cúp châu Á (2): 1984, 1988